# Plaimpied-Givaudins
Plaimpied-Givaudins är en kommun i departementet Cher i regionen Centre-Val de Loire i de centrala delarna av Frankrike. Kommunen ligger  i kantonen Levet som tillhör arrondissementet Bourges. År 2022 hade Plaimpied-Givaudins 2 104 invånare.

## Befolkningsutveckling
Antalet invånare i kommunen Plaimpied-Givaudins
Referens:INSEE